# Religionsedikt
Religionsedikte gehen auf das altchristliche Reichskirchenrecht zurück und waren obrigkeitliche Verordnungen, mit denen die Verhältnisse zwischen Staat und  Religionen, sowie ihre Ausübung im Staat geregelt wurde.  Zu den wichtigsten und historisch herausragenden Edikten (Auswahl) zählen:
- Das Religionsedikt von Mailand von Kaiser Konstantin und Licinius, in dem das Christentum für das gesamte Römische Reich geduldet wurde (313)
- Kaiser Theodosius I. (379–395) erließ am 28. Februar 380 das Dreikaiseredikt „Cunctos populos“, er verbot den Arianismus und machte den vom Konzil in Nicäa (325) festgelegten Glauben an die Gottheit Christi zur Pflicht.
- Das Wormser Edikt von 1521, das gegen Martin Luther und dessen Anhänger die Reichsacht aussprach.
- Das Edikt von Nantes  aus dem Jahre 1598 beendete die Hugenottenkriege.
- Mit der  Virginia Bill of Rights vom 12. Juni 1776 wurden die wichtigsten Grundrechte/Menschenrechte festgelegt, des Weiteren Volkssouveränität, Gewaltenteilung, Wahlrecht, Gesetzgebung, Pressefreiheit und Religionsfreiheit.
- Das Religionsedikt vom 9. Juli 1788, mit dem König Friedrich Wilhelm II. und sein Minister für das geistliche Departement Johann Christoph von Woellner die Lutherische Orthodoxie in Preußen durchzusetzen versuchten.
- Das Edikt die Religionsfreiheit in den kurfürstlichen Herzogtümern Franken und Schwaben betreffend[1] vom 10. Januar 1803.[2]
- Das bayrische Reichsedikt von 1818 nahm einige im Bayrischen Konkordat von 1817 festgeschriebenen Freiheiten zurück und ordnete die Überwachung der kirchlichen Gerichtsbarkeit an.